# Ganggrab von Vindeby

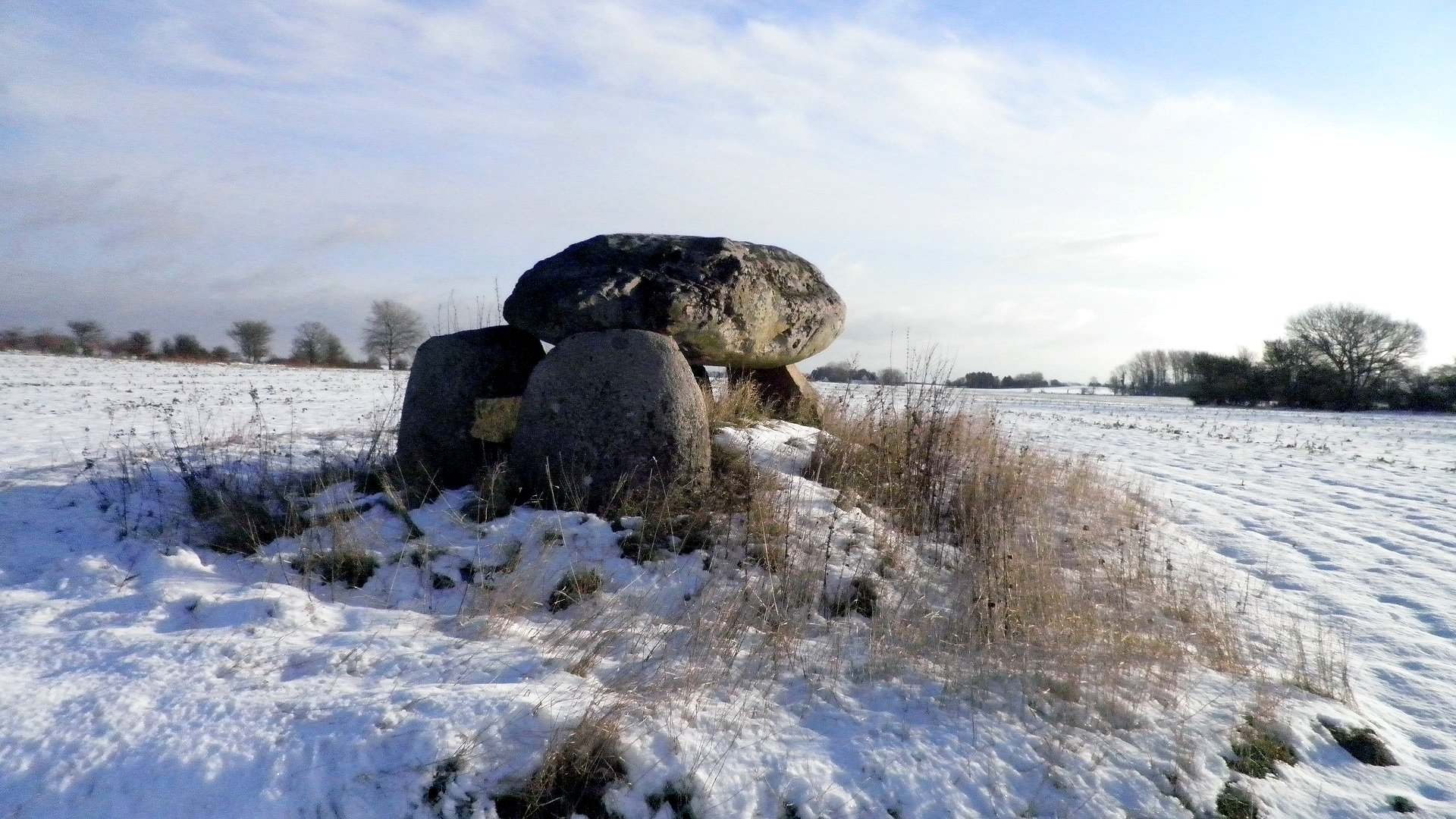
Ganggrab von Vindeby

Das Ganggrab von Vindeby besteht aus den freistehenden Resten eines Nordwest-Südost orientierten Ganggrabes, östlich von Vindeby, bei Lindelse auf der dänischen Insel Langeland. Es stammt aus der Jungsteinzeit etwa 3500 bis 2800 v. Chr. und ist eine Megalithanlage der Trichterbecherkultur (TBK). Den Ort Vindeby gibt es auch in der Lolland und der Svendborg Kommune sowie in der Nähe von Schleswig.
Die Kammer ist innen etwa 2 m breit, während die äußere Breite knapp 4,0 m beträgt. Vier große Tragsteine sind erhalten. Zwei pro Seite tragen einen großen Deckstein, auf dem fünf Schälchen eingetieft sind.

Ganggrab von Vindeby
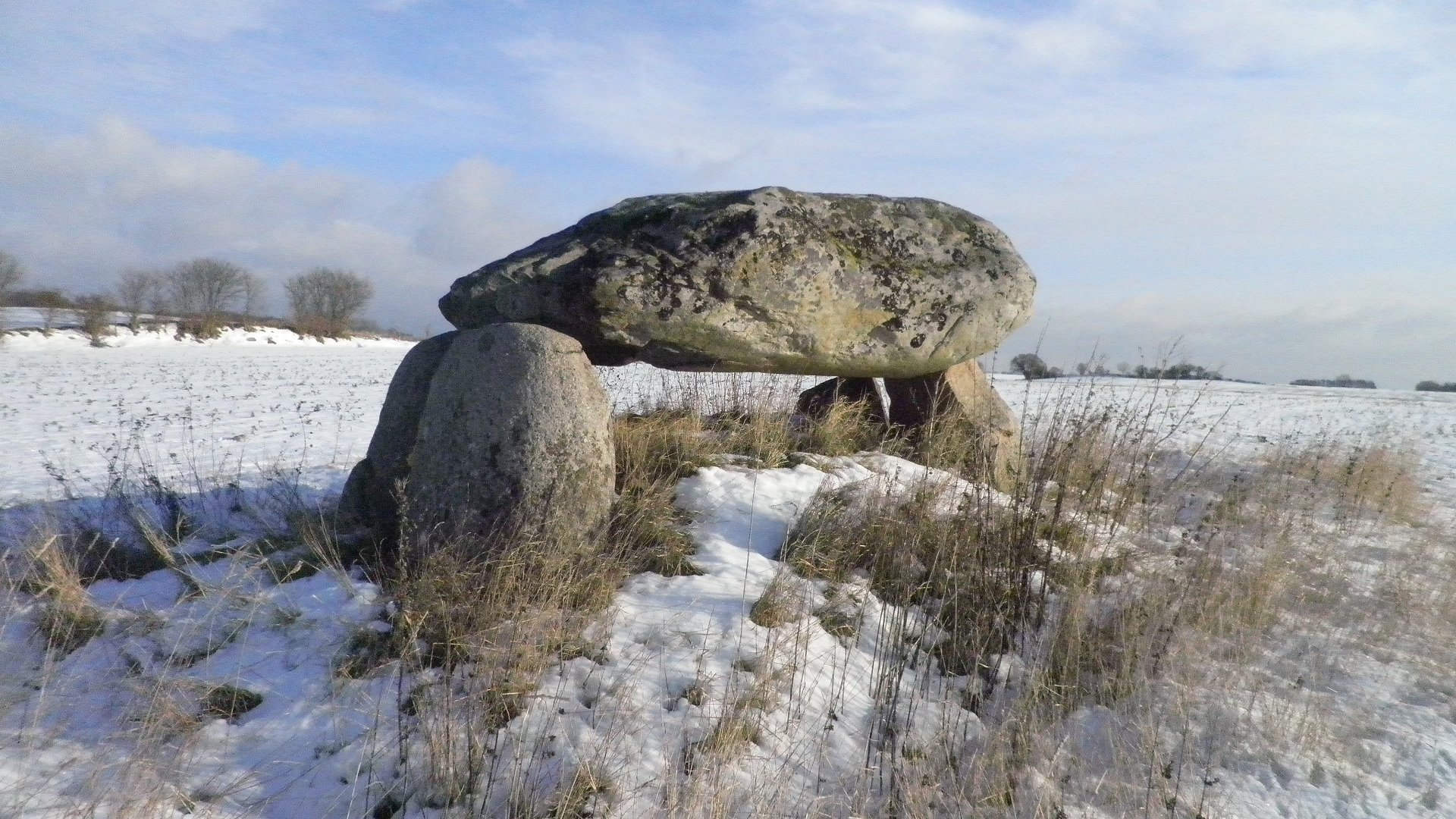
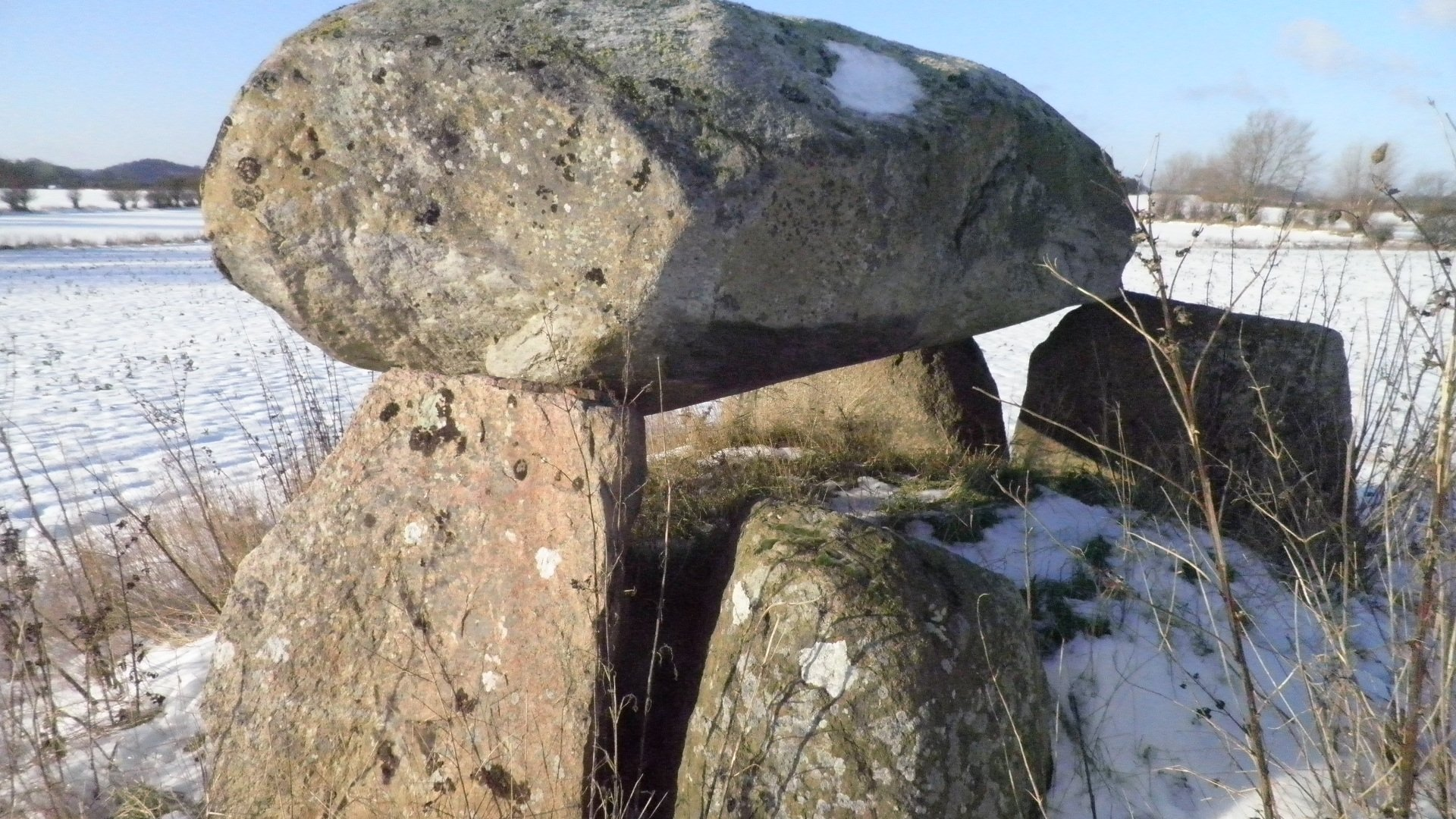
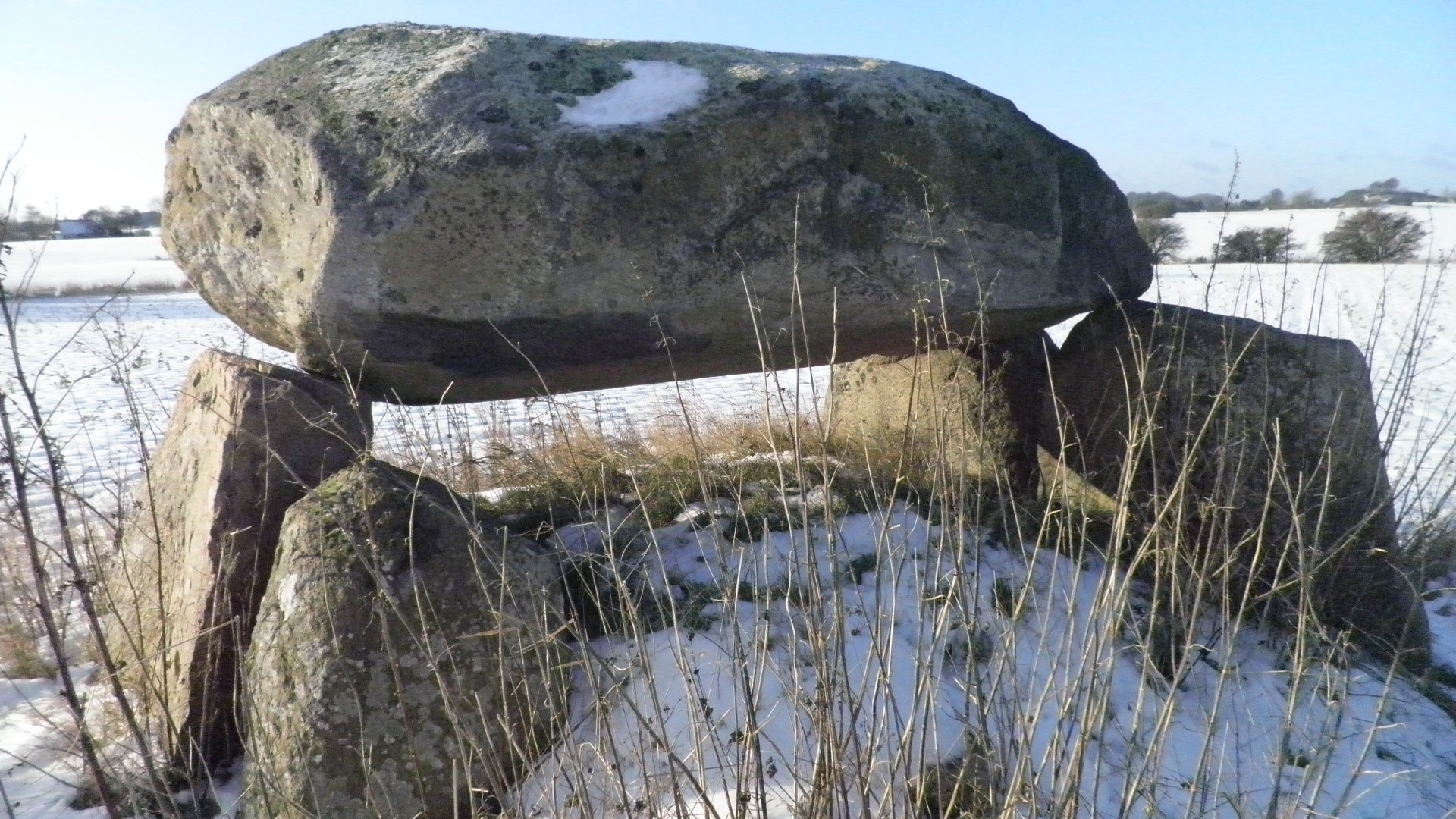
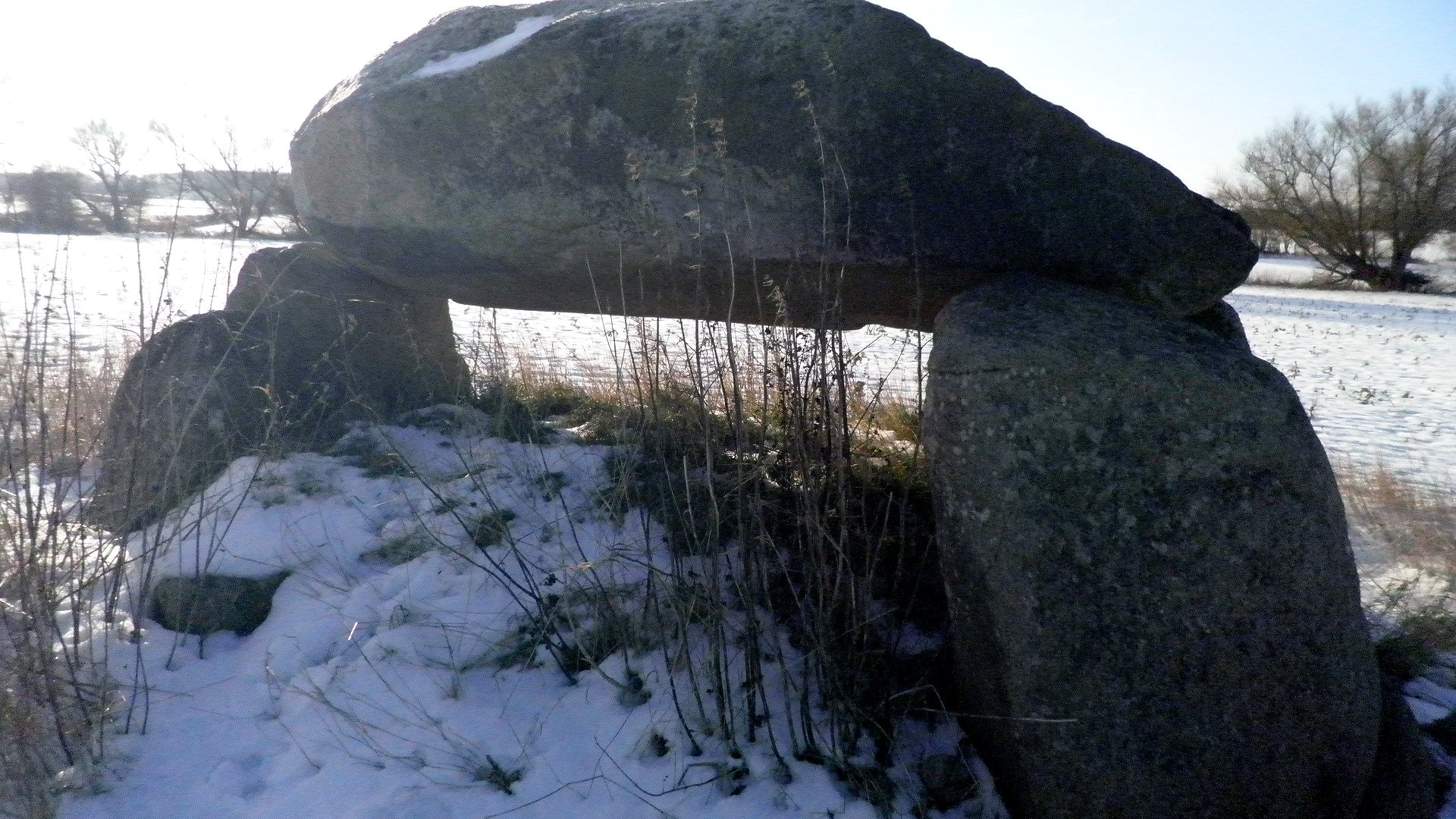